# فرخنده قهوه‌ای
فرخنده قهوه‌ای (نام علمی: Orchesticus abeillei) یک پرنده کوچک آمریکای جنوبی از خانواده فرخندگان (Thraupidae) و تنها عضو از سردهٔ Orchesticus است.
حشرات را در هوا می‌گیرد. به روشی که اغلب از آن به عنوان شکار هوایی یاد می‌شود. همچنین حشرات را مستقیماً از گیاهان دور می‌کند.